# Neptis susruta
Neptis susruta är en fjärilsart som beskrevs av Moore 1872. Neptis susruta ingår i släktet Neptis och familjen praktfjärilar. Inga underarter finns listade i Catalogue of Life.

## Bildgalleri

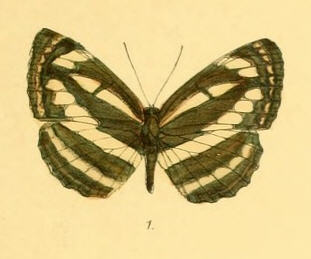
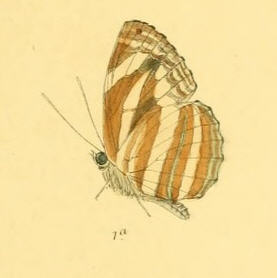
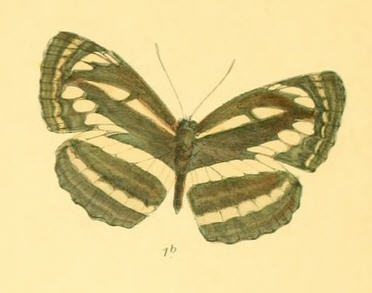
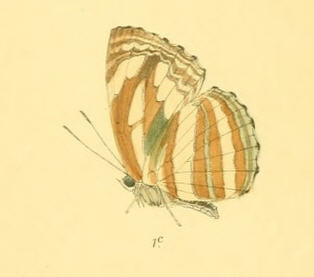
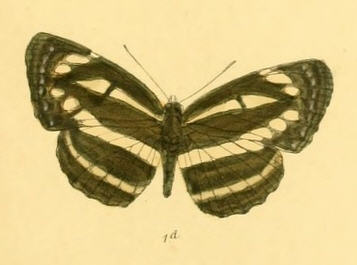
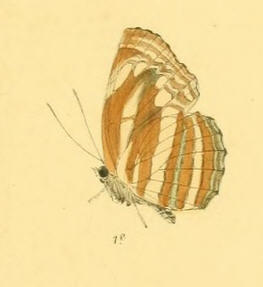